# US-Asiengeschwader

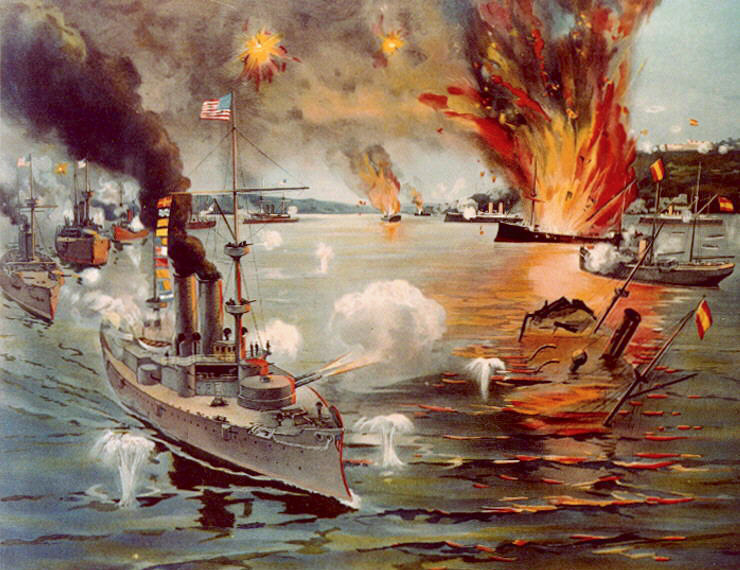
Gefecht vor Manila mit der spanischen Marine (1898)

Das US-Asiengeschwader war ein Verband der amerikanischen Kriegsmarine von 1868 bis 1902.
Das Geschwader wurde aus dem Ostindien-Geschwader gebildet, aus dem Verband entstand im Jahr 1902 die Asienflotte.